# Juan Gregorio Lemos
Juan Gregorio Lemos (Mendoza, Capitanía General de Chile, mayo de 1764 - Lima, Perú, octubre de 1822) fue un militar argentino, que destacó por su participación en el Ejército de los Andes, que logró la independencia de Chile y del Perú.

## Biografía
Se dedicó al comercio en su juventud y llegó a reunir una importante fortuna.
Al producirse la primera de las Invasiones Inglesas, formó a su costa una compañía de milicias y participó en la campaña del virrey Rafael de Sobremonte a Buenos Aires, pero no participó en los combates. A su regreso fundó un colegio secundario en Mendoza, pero éste no duró mucho.
Fue un decidido partidario de la Revolución de Mayo y fue elegido alcalde del cabildo de su ciudad para el año 1811, pero renunció al cargo al poco tiempo. En 1812 fue nombrado administrador de aduanas de Mendoza. Desde 1814, bajo el gobierno de José de San Martín, fue comisario de guerra de la provincia de Cuyo, ocupando ese cargo hasta 1816, año en que renunció por las cuantiosas pérdidas que había sufrido su fortuna. Tuvo un papel muy importante en la organización económica de la campaña del cruce de los Andes.
Llegó a Chile poco después de la Batalla de Chacabuco y allí siguió ocupando el cargo de contador del Ejército Chileno. Se incorporó al ejército después del fracaso de Talcahuano y participó en las batallas de Cancha Rayada y Maipú. Esta última batalla le valió el ascenso a coronel. Continuó siendo el intendente del ejército, encargado de toda la administración y el abastecimiento del mismo, con lo que puso su parte silenciosa en el éxito de las dos grandes campañas de San Martín.
Se embarcó con San Martín hacia el Perú en 1820, como intendente del ejército, y al desembarcar fue ascendido al grado de general. Acompañó al Libertador en el campamento de Huaura, en la toma de Lima y en la Declaración de Independencia del Perú. Fue administrador del ejército, y ocupó también otros cargos de importancia.
Falleció en Lima en octubre de 1822 con 58 años. Sus restos mortales descansan en el Cementerio Presbítero Matías Maestro.